# Plumularia micronema
Plumularia micronema är en nässeldjursart som beskrevs av John Fraser 1938. Plumularia micronema ingår i släktet Plumularia och familjen Plumulariidae. Inga underarter finns listade i Catalogue of Life.